# Greenspond Island
Greenspond Island is een eiland van 2,6 km² dat deel uitmaakt van de Canadese provincie Newfoundland en Labrador. Het eiland ligt aan de Kittiwake Coast van oostelijk Newfoundland, in het uiterste noorden van Bonavista Bay. Het vormt het hoofdeiland van de gemeente Greenspond.

## Geografie
Greenspond Island heeft een ruwweg ronde vorm en heeft op zijn breedst een doorsnee van 2,35 km. Het ligt slechts 700 meter ten oosten van het "vasteland" van Newfoundland. Het is met de rest van Newfoundland verbonden via Greenspond Road. Die weg ligt op een dijk met daarin een opening waarover een 25 meter lang brugje ligt.
De plaats Greenspond ligt grotendeels op het zuidelijke gedeelte van het eiland, al staan er ook verschillende huizen op twee eilandjes die enkele tientallen meters ten zuiden van Greenspond Island liggen. Het betreft met name Wings Island (6 ha) en Ship Island (5 ha).

## Zie ook

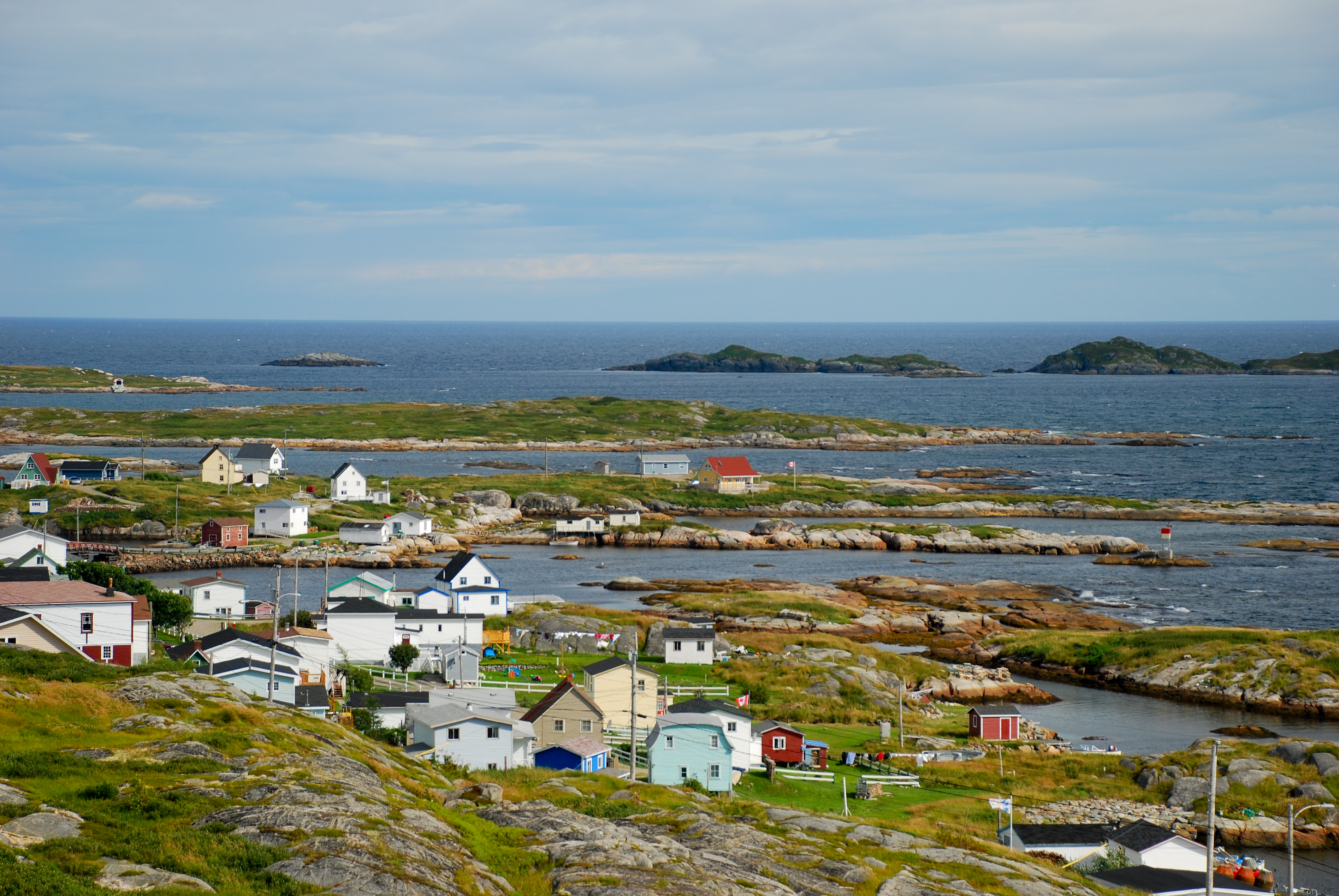
Zicht op het dorp Greenspond. Greenspond Island bevindt zich in de voorgrond van de foto.